# Isnad
Isnad (från arabiska; tillskrivande, kedja av auktoriteter) syftar på kedjan av auktoriteter som leder en hadith bak till sitt ursprung. Med isnad kan, eller kunde då det mesta redan är tillbakalett, de lärda avgöra om en hadith var trovärdig. Gradering av de flesta hadither är avklarad och en hadith kan vara trovärdig eller mindre trovärdig, liksom det finns hadither som har förkastats. Dock fortsätter olika skolor och riktningar att vara oense om somliga hadithers autenticitet. Oftast är de oense om de berättelser som argumenterar för eller emot deras tolkning av Koranen, exempelvis vem som skulle ta över makten efter Profeten (den kända Shia-Sunnidebatten). 
De olika skolorna har olika metoder för att avgöra om en hadith är starkt trovärdig (sahih) eller svagt trovärdig (Da'if).